# Motorola Defy Mini
El Motorola Defy Mini es un teléfono inteligente basado en Android desarrollado por Motorola.  El Defy es publicitado como resistente al agua, al polvo, a los impactos y a los rayones gracias los tapones en sus puertos y su pantalla de Gorilla Glass.

## Hardware
El teléfono es de formato de bloque con una pantalla táctil y cuatro botones táctiles en el frente. Está equipado con Wi-Fi, una cámara de 3,2-megapixel con un flash LED, altavoz para manos libres, un procesador de 600 MHz ,Y una pantalla TFT de 3.2". Como no dispone de un teclado físico, el teléfono incluye el teclado virtual, Además posee una RAM  de 512 MB, una batería de 1650mha y pesa 107 g.